# Bathydorididae
Bathydorididae Bergh, 1891 è una famiglia di molluschi nudibranchi del sottordine Doridina. È l'unica famiglia dell'infraordine Bathydoridoidei e della superfamiglia Bathydoridoidea.

## Tassonomia
La famiglia comprende due generi:
- Bathydoris Bergh, 1884
- Prodoris Baranetz & Minichev, 1995